# Dimitar Penev
Pour les articles homonymes, voir Penev.
Dimitar Penev, né le 12 juillet 1945, est un footballeur puis entraîneur de football bulgare.
Penev était défenseur au Lokomotiv Sofia puis au CSKA Sofia dans les années 1960 et 1970. Il a disputé trois coupes du monde avec l'équipe de Bulgarie, en 1966, 1970 et 1974 et fut sélectionné à 90 reprises en équipe nationale (2 buts).
Il vivra sa quatrième coupe du monde, en 1994 aux États-Unis, en tant qu'entraîneur de l'équipe nationale.
Les Bulgares ont éliminé la France en phase de qualification dans des conditions rocambolesques. Le but de la qualification est marqué par Emil Kostadinov à l'ultime seconde du dernier match contre la France au Parc des Princes. Aux États-Unis, Dimitar Penev s'appuie sur un 3-4-3 avec trois attaquants : Kostadinov, le capitaine Hristo Stoichkov et Luboslav Penev qui n'est autre que son neveu.
Grâce à cette ligne d'attaque et à d'autres joueurs décisifs comme le gardien Borislav Mikhailov et le milieu Iordan Letchkov, la Bulgarie réalise un superbe Mondial en atteignant les demi-finales après avoir battu l'Allemagne en quart de finale.
Penev a également entraîné le CSKA Sofia.